# El club del chiste
El club del chiste fue un programa de televisión cuyo contenido es una combinación de programa de chistes presentado por Anabel Alonso  y una serie de ficción que narra las peripecias, amores y desamores de los protagonistas del programa detrás de las cámaras.Se estrenó el 15 de febrero de 2010, se emitió en el access prime time de lunes a jueves en Antena 3 y fue producido por Globomedia.

## Formato
El club del chiste es un programa de chistes, son 5 cuentachistes, aunque alguna semana va un invitado/a. Van saliendo de uno en uno varias veces durante el programa y cuentan uno o dos chistes seguidos.
- El backstage: Antes de empezar salen en el backstage, camerino, pasillos o en un bar contando un problema que se va resolviendo a medida que avanza el programa.
- El chiste VIP: es una sección en la que los famosos cuentan un chiste, salen unos cuantos.
- En busca del mejor cuentachistes: Son personas anónimas que se graban contando un chiste y lo cuelgan en la página oficial del programa, después se vota por el mejor.
- El chistero de la semana: Famoso que va una semana y cuenta chistes como los demás.[3] Han participado, entre otros:
  - Pepa Aniorte
  - Laura Sánchez
  - Kira Miró
  - David Bustamante
  - Amaia Salamanca
  - María León
  - Secun de la Rosa
  - Esmeralda Moya
  - Neus Sanz
  - Úrsula Corberó
  - Marta Torné
  - Luis Fernández "Perla"
  - Mario Casas
  - Paula Prendes
  - María Adánez
  - Señor Barragán (José María Rubio Ibarz)
  - Marianico el Corto (Miguel Ángel Tirado Vinués)

## Chisteros/as
- Yolanda Ramos
- Martina Klein
- Meritxell Huertas
- David Amor
- Leo Harlem
- Diego Arjona

## Audiencias
El programa, en su estreno, tuvo una audiencia del 16,5% de cuota de pantalla (3.441.000 espectadores).
Posteriormente, el programa fue rescatado en verano con programas inéditos -ya que fue cancelado por malas audiencias-, para sustituir a El Hormiguero con audiencias en torno al 8% y el 9%.

## Capítulos y audiencias
| Temporada | Temporada | Episodios | Estreno               | Final                | Audiencia media | Audiencia media | Audiencia media |
| Temporada | Temporada | Episodios | Estreno               | Final                | Espectadores    | Cuota           |                 |
| --------- | --------- | --------- | --------------------- | -------------------- | --------------- | --------------- | --------------- |
|           | 1         | 82        | 15 de febrero de 2010 | 31 de agosto de 2010 | 1 793 000       | 9,9%            |                 |
|           | 2         | 31        | 11 de octubre de 2010 | 18 de enero de 2011  | 1 479 000       | 7,3%            |                 |
|           | 3         | 30        | 8 de julio de 2013    | 29 de agosto de 2013 | 960 000         | 7,3%            |                 |
| Total     | Total     | 143       | 2010                  | 2013                 | 1 411 000       | 8,2%            |                 |

### Primera temporada (2010)
| Programas emitidos | Programas emitidos    | Programas emitidos | Programas emitidos | Programas emitidos |
| N.º                | Fecha de emisión      | Espectadores       | Cuota de pantalla  |                    |
| ------------------ | --------------------- | ------------------ | ------------------ | ------------------ |
| 1                  | 15 de febrero de 2010 | 3 441 000          | 16,5%              |                    |
| 2                  | 16 de febrero de 2010 | 2 104 000          | 9,5%               |                    |
| 3                  | 17 de febrero de 2010 | 2 378 000          | 11,7%              |                    |
| 4                  | 18 de febrero de 2010 | 2 714 000          | 13,4%              |                    |
| 5                  | 22 de febrero de 2010 | 3 001 000          | 14,3%              |                    |
| 6                  | 23 de febrero de 2010 | 1 938 000          | 9,0%               |                    |
| 7                  | 24 de febrero de 2010 | 2 396 000          | 11,7%              |                    |
| 8                  | 25 de febrero de 2010 | 2 346 000          | 11,8%              |                    |
| 9                  | 1 de marzo de 2010    | 3 006 000          | 14,4%              |                    |
| 10                 | 2 de marzo de 2010    | 2 781 000          | 13,3%              |                    |
| 11                 | 3 de marzo de 2010    | 2 035 000          | 9,6%               |                    |
| 12                 | 4 de marzo de 2010    | 2 419 000          | 12,1%              |                    |
| 13                 | 8 de marzo de 2010    | 2 485 000          | 11,9%              |                    |
| 14                 | 10 de marzo de 2010   | 1 296 000          | 6,2%               |                    |
| 15                 | 11 de marzo de 2010   | 2 139 000          | 10,8%              |                    |
| 16                 | 15 de marzo de 2010   | 2 108 000          | 10,4%              |                    |
| 17                 | 16 de marzo de 2010   | 2 268 000          | 11,2%              |                    |
| 18                 | 17 de marzo de 2010   | 1 684 000          | 8,2%               |                    |
| 19                 | 18 de marzo de 2010   | 1 880 000          | 10,2%              |                    |
| 20                 | 22 de marzo de 2010   | 2 300 000          | 11,5%              |                    |
| 21                 | 23 de marzo de 2010   | 2 379 000          | 11,9%              |                    |
| 22                 | 24 de marzo de 2010   | 2 425 000          | 12,6%              |                    |
| 23                 | 25 de marzo de 2010   | 2 031 000          | 10,4%              |                    |
| 24                 | 29 de marzo de 2010   | 2 212 000          | 12,3%              |                    |
| 25                 | 30 de marzo de 2010   | 1 888 000          | 10,8%              |                    |
| 26                 | 31 de marzo de 2010   | 1 083 000          | 6,6%               |                    |
| 27                 | 1 de abril de 2010    | 1 580 000          | 11,9%              |                    |
| 28                 | 5 de abril de 2010    | 2 241 000          | 12,1%              |                    |
| 29                 | 6 de abril de 2010    | 1 395 000          | 6,9%               |                    |
| 30                 | 7 de abril de 2010    | 1 720 000          | 9,2%               |                    |
| 31                 | 8 de abril de 2010    | 1 684 000          | 9,3%               |                    |
| 32                 | 12 de abril de 2010   | 2 368 000          | 12,1%              |                    |
| 33                 | 13 de abril de 2010   | 1 833 000          | 9,4%               |                    |
| 34                 | 14 de abril de 2010   | 1 640 000          | 8,6%               |                    |
| 35                 | 15 de abril de 2010   | 1 548 000          | 8,2%               |                    |
| 36                 | 19 de abril de 2010   | 1 642 000          | 8,7%               |                    |
| 37                 | 20 de abril de 2010   | 987 000            | 4,7%               |                    |
| 38                 | 21 de abril de 2010   | 2 131 000          | 11,1%              |                    |
| 39                 | 22 de abril de 2010   | 1 813 000          | 9,6%               |                    |
| 40                 | 26 de abril de 2010   | 1 676 000          | 9,2%               |                    |
| 41                 | 27 de abril de 2010   | 2 335 000          | 12,0%              |                    |
| 42                 | 28 de abril de 2010   | 986 000            | 4,8%               |                    |
| 43                 | 3 de mayo de 2010     | 1 684 000          | 8,9%               |                    |
| 44                 | 4 de mayo de 2010     | 1 602 000          | 8,2%               |                    |
| 45                 | 5 de mayo de 2010     | 1 621 000          | 8,0%               |                    |
| 46                 | 10 de mayo de 2010    | 1 648 000          | 8,5%               |                    |
| 47                 | 11 de mayo de 2010    | 1 903 000          | 9,8%               |                    |
| 48                 | 12 de mayo de 2010    | 1 264 000          | 6,1%               |                    |
| 49                 | 17 de mayo de 2010    | 1 904 000          | 10,1%              |                    |
| 50                 | 18 de mayo de 2010    | 1 911 000          | 10,6%              |                    |
| 51                 | 19 de mayo de 2010    | 1 491 000          | 7,4%               |                    |
| 52                 | 24 de mayo de 2010    | 2 282 000          | 12,3%              |                    |
| 53                 | 25 de mayo de 2010    | 1 779 000          | 9,8%               |                    |
| 54                 | 31 de mayo de 2010    | 1 906 000          | 10,9%              |                    |
| 55                 | 1 de junio de 2010    | 1 923 000          | 10,7%              |                    |
| 56                 | 2 de junio de 2010    | 1 935 000          | 11,4%              |                    |
| 57                 | 7 de junio de 2010    | 1 974 000          | 11,2%              |                    |
| 58                 | 8 de junio de 2010    | 1 635 000          | 8,5%               |                    |
| 59                 | 9 de junio de 2010    | 2 218 000          | 11,9%              |                    |
| 60                 | 14 de junio de 2010   | 1 556 000          | 7,9%               |                    |
| 61                 | 15 de junio de 2010   | 1 522 000          | 7,9%               |                    |
| 62                 | 16 de junio de 2010   | 1 727 000          | 9,5%               |                    |
| 63                 | 17 de junio de 2010   | 1 014 000          | 5,9%               |                    |
| 64                 | 21 de junio de 2010   | 369 000            | 1,8%               |                    |
| 65                 | 22 de junio de 2010   | 1 352 000          | 7,9%               |                    |
| 66                 | 23 de junio de 2010   | 1 225 000          | 8,5%               |                    |
| 67                 | 28 de junio de 2010   | 1 619 000          | 9,5%               |                    |
| 68                 | 29 de junio de 2010   | 869 000            | 4,5%               |                    |
| 69                 | 30 de junio de 2010   | 1 704 000          | 11,3%              |                    |
| 70                 | 5 de julio de 2010    | 1 601 000          | 11,0%              |                    |
| 71                 | 6 de julio de 2010    | 1 048 000          | 6,4%               |                    |
| 72                 | 7 de julio de 2010    | 812 000            | 4,3%               |                    |
| 73                 | 8 de julio de 2010    | 1 203 000          | 8,3%               |                    |
| 74                 | 14 de julio de 2010   | 1 629 000          | 12,0%              |                    |
| 75                 | 15 de julio de 2010   | 1 428 000          | 10,8%              |                    |
| 76                 | 20 de julio de 2010   | 1 951 000          | 14,1%              |                    |
| 77                 | 27 de julio de 2010   | 1 665 000          | 12,4%              |                    |
| 78                 | 3 de agosto de 2010   | 1 731 000          | 13,4%              |                    |
| 79                 | 10 de agosto de 2010  | 1 778 000          | 14,5%              |                    |
| 80                 | 17 de agosto de 2010  | 1 592 000          | 12,0%              |                    |
| 81                 | 24 de agosto de 2010  | 1 202 000          | 8,7%               |                    |
| 82                 | 31 de agosto de 2010  | 1 339 000          | 8,6%               |                    |

### Segunda temporada (2010-2011)
| Programas emitidos | Programas emitidos      | Programas emitidos | Programas emitidos | Programas emitidos |
| N.º                | Fecha de emisión        | Espectadores       | Cuota de pantalla  |                    |
| ------------------ | ----------------------- | ------------------ | ------------------ | ------------------ |
| 1                  | 11 de octubre de 2010   | 1 766 000          | 10,1%              |                    |
| 2                  | 12 de octubre de 2010   | 1 288 000          | 6,1%               |                    |
| 3                  | 18 de octubre de 2010   | 1 660 000          | 8,1%               |                    |
| 4                  | 19 de octubre de 2010   | 940 000            | 4,5%               |                    |
| 5                  | 20 de octubre de 2010   | 1 063 000          | 5,1%               |                    |
| 6                  | 21 de octubre de 2010   | 968 000            | 4,8%               |                    |
| 7                  | 25 de octubre de 2010   | 1 430 000          | 7,3%               |                    |
| 8                  | 26 de octubre de 2010   | 1 531 000          | 7,5%               |                    |
| 9                  | 27 de octubre de 2010   | 1 401 000          | 7,3%               |                    |
| 10                 | 1 de noviembre de 2010  | 1 685 000          | 8,1%               |                    |
| 11                 | 2 de noviembre de 2010  | 1 447 000          | 7,1%               |                    |
| 12                 | 3 de noviembre de 2010  | 1 692 000          | 8,0%               |                    |
| 13                 | 8 de noviembre de 2010  | 1 584 000          | 7,7%               |                    |
| 14                 | 9 de noviembre de 2010  | 1 344 000          | 6,5%               |                    |
| 15                 | 10 de noviembre de 2010 | 1 816 000          | 9,1%               |                    |
| 16                 | 15 de noviembre de 2010 | 1 513 000          | 7,4%               |                    |
| 17                 | 16 de noviembre de 2010 | 1 559 000          | 7,7%               |                    |
| 18                 | 17 de noviembre de 2010 | 1 298 000          | 6,2%               |                    |
| 19                 | 23 de noviembre de 2010 | 1 090 000          | 5,1%               |                    |
| 20                 | 24 de noviembre de 2010 | 1 599 000          | 7,6%               |                    |
| 21                 | 29 de noviembre de 2010 | 1 063 000          | 5,6%               |                    |
| 22                 | 30 de noviembre de 2010 | 1 520 000          | 7,5%               |                    |
| 23                 | 1 de diciembre de 2010  | 2 124 000          | 10,5%              |                    |
| 24                 | 8 de diciembre de 2010  | 1 615 000          | 7,7%               |                    |
| 25                 | 13 de diciembre de 2010 | 1 548 000          | 7,7%               |                    |
| 26                 | 14 de diciembre de 2010 | 1 470 000          | 7,2%               |                    |
| 27                 | 15 de diciembre de 2010 | 2 115 000          | 10,5%              |                    |
| 28                 | 20 de diciembre de 2010 | 1 698 000          | 8,5%               |                    |
| 29                 | 21 de diciembre de 2010 | 1 001 000          | 5,1%               |                    |
| 30                 | 11 de enero de 2011     | 1 887 000          | 9,2%               |                    |
| 31                 | 18 de enero de 2011     | 1 138 000          | 5,6%               |                    |

### Tercera temporada (2013)
| Programas emitidos | Programas emitidos   | Programas emitidos | Programas emitidos | Programas emitidos |
| N.º                | Fecha de emisión     | Espectadores       | Cuota de pantalla  |                    |
| ------------------ | -------------------- | ------------------ | ------------------ | ------------------ |
| 1                  | 8 de julio de 2013   | 1 130 000          | 8,0%               |                    |
| 2                  | 9 de julio de 2013   | 1 094 000          | 7,9%               |                    |
| 3                  | 10 de julio de 2013  | 1 339 000          | 9,3%               |                    |
| 4                  | 11 de julio de 2013  | 929 000            | 7,1%               |                    |
| 5                  | 15 de julio de 2013  | 931 000            | 6,5%               |                    |
| 6                  | 16 de julio de 2013  | 871 000            | 6,6%               |                    |
| 7                  | 17 de julio de 2013  | 983 000            | 7,1%               |                    |
| 8                  | 18 de julio de 2013  | 988 000            | 7,6%               |                    |
| 9                  | 22 de julio de 2013  | 671 000            | 5,0%               |                    |
| 10                 | 23 de julio de 2013  | 1 121 000          | 8,5%               |                    |
| 11                 | 25 de julio de 2013  | 891 000            | 6,9%               |                    |
| 12                 | 29 de julio de 2013  | 899 000            | 6,4%               |                    |
| 13                 | 30 de julio de 2013  | 927 000            | 7,0%               |                    |
| 14                 | 31 de julio de 2013  | 866 000            | 6,9%               |                    |
| 15                 | 1 de agosto de 2013  | 965 000            | 7,6%               |                    |
| 16                 | 5 de agosto de 2013  | 908 000            | 7,1%               |                    |
| 17                 | 6 de agosto de 2013  | 1 062 000          | 8,6%               |                    |
| 18                 | 7 de agosto de 2013  | 981 000            | 7,9%               |                    |
| 19                 | 8 de agosto de 2013  | 945 000            | 7,9%               |                    |
| 20                 | 12 de agosto de 2013 | 941 000            | 7,5%               |                    |
| 21                 | 13 de agosto de 2013 | 1 032 000          | 8,5%               |                    |
| 22                 | 14 de agosto de 2013 | 646 000            | 6,0%               |                    |
| 23                 | 15 de agosto de 2013 | 778 000            | 7,6%               |                    |
| 24                 | 19 de agosto de 2013 | 966 000            | 7,7%               |                    |
| 25                 | 20 de agosto de 2013 | 894 000            | 6,9%               |                    |
| 26                 | 21 de agosto de 2013 | 772 000            | 6,2%               |                    |
| 27                 | 26 de agosto de 2013 | 887 000            | 6,2%               |                    |
| 28                 | 27 de agosto de 2013 | 1 148 000          | 8,0%               |                    |
| 29                 | 28 de agosto de 2013 | 922 000            | 6,1%               |                    |
| 30                 | 29 de agosto de 2013 | 1 300 000          | 8,9%               |                    |

- Nota: En esta tercera temporada se mezclan algunas entregas inéditas y reposiciones.

## Versión VIP
El martes 20 de julio de 2010, se estrenó la nueva versión del programa, El club del chiste VIP, que se emitió todas las semanas en el prime time de los martes, con una hora de duración de 22:00 a 23:00.
En su estreno tuvo una audiencia de 1.951.000 espectadores y un 14,1% de cuota de pantalla, 3 puntos por encima de la media de la cadena. Y desde ese día acumula una media de 1.781.250 espectadores y 13,6% de cuota de pantalla (4 emisiones) marcando su máximo histórico en su última emisión (14,5% de cuota de pantalla).

## Especial Feliz Año Neox (2024)
El 15 de noviembre de 2024 se informó que Atresmedia resucitaría el formato para emitirse dentro del especial Feliz Año Neox, el 30 de diciembre de 2024, antes de las precampanadas. El programa estaría presentado por Carolina Iglesias y contaría con los humoristas David Amor, Melani Olivares, Miguel Lago, María Gómez y Nacho García.